# Eishockey in Geretsried
Die Wurzeln der Sportart Eishockey in Geretsried können bis ins Jahr 1959 zurückverfolgt werden. Am Anfang waren die Mannschaften der Sportart als eine Abteilung beim TuS Geretsried angesiedelt, wo neben der deutschen Meisterschaft im Fraueneishockey die Seniorenmannschaft mehrere Spielzeiten am Spielbetrieb der 2. Bundesliga teilnahm. Seit dem Sommer 2006 sind die Mannschaften beim als eigenständigen Verein neu gegründeten ESC River Rats Geretsried angesiedelt, wobei die Eishockeyabteilung des TuS Geretsried die aktuell noch nicht aufgelöst wurde und die Vereinsgründung daher nicht als Ausgliederung, sondern als Neugründung eingestuft wurde.

## Geschichte

### Anfänge des Eishockeys in Geretsried (1959 bis 1963)
Im Garten von Roman Sternkopf wurde 1959 erstmals mit der Erstellung einer Natureisfläche die Möglichkeit zum Eishockeyspielen in Geretsried geschaffen, nachdem schon früher Spieler aus Geretsried in Königsdorf bei den dortigen Mannschaften teilnahmen. Die Mannschaften des TSV Königsdorf nehmen heute noch am Hobby-Cup teil. Im Jahr 1961 wurde die Eishockeyabteilung des TuS Geretsried ins Leben gerufen. Auf dem Festplatz, dem heutigen Busparkplatz beim „Heinz-Schneider-Kunsteisstadion“, wurde eine 30 × 30 Meter große Natureisfläche errichtet. In der darauffolgenden Saison 1962/63 wurde die Natureislaufbahn an der Richard-Wagner-Straße, dem heutigen Rasenplatz an der Karl-Lederer-Hauptschule, errichtet, auf der am 5. Dezember 1962 das erste Freundschaftsspiel einer Geretsrieder Eishockeymannschaft ausgetragen wurde. Die Geretsrieder unterlagen der Mannschaft des ASV Dachau mit 2:5 Toren. Der erste Sieg folgte wenigen Wochen später mit einem 1:0 gegen den ESV Penzberg. Zusätzlich zur Seniorenmannschaft wurde schon in der Saison 1962/63 eine Schüler- und Jugendmannschaft gegründet.

### Erste sportliche Erfolge im TuS Geretsried (1963 bis 1974)
In der Saison 1963/64 nahm das Seniorenteam erstmals am Meisterschaftsbetrieb des Bayerischen Eissportverbandes teil. In der Kreisklasse, die damals die niedrigste Spielklasse war, wurde der 6. Tabellenplatz erreicht. Die Schüler- und das Jugendmannschaften bestritten währenddessen ihre ersten Freundschaftsspiele, bevor die Teams in der Saison 1965/66 erstmals zum Meisterschaftsspielbetrieb angemeldet wurden. Im Sommer 1966 musste der Standort der Natureisfläche gewechselt werden. Neuer Austragungsort der Heimspiele war Gastplatz in Gartenberg neben dem heutigen Kunsteisstadion. In der Spielzeit 1966/67 wurden erstmals bekannte Trainer und Spieler verpflichtet für die Erste Mannschaft des TuS Geretsried verpflichtet. Ex-Nationalspieler Jakob Probst vom EC Bad Tölz führte das Geretsrieder Team erstmals zur Meisterschaft in der Kreisklasse, jedoch wurden die beiden Aufstiegsspiele in die Landesliga gegen die Mannschaft des SC Eibsee-Grainau mit 2:7 und 0:8 verloren.
Erst in der Saison 1969/70 wurde erneut die Meisterschaft errungen, nachdem die Mannschaft in der vorangegangenen Spielzeit lediglich Letzter der Kreisliga geworden war. Diesmal gelang der Aufstieg in die Landesliga. Auch im Nachwuchsbereich konnte der erste größere Erfolg errungen werden, als die Jugendmannschaft in ihrer Spielklasse im Jahr 1970 den zweiten Tabellenplatz belegte. Eine Saison später, 1970/71, gewannen auch die Junioren erstmals Meisterschaft der Gruppe B errangen und Dritter bei den Bayerischen Meisterschaften für Natureisvereine wurde. Die erste Bayerische Meisterschaft wurde in der Saison 1971/72 nach Geretsried geholt, als die Junioren die Gruppenmeisterschaft gewannen und erstmals Bayerischer Meister auf Natureis wurden. Dieser Titel konnte dann in der folgenden Saison 1972/73 erfolgreich verteidigt werden.
Zur Saison 1972/73 verpflichtete der TuS Geretsried Ladislav Oljenik, Ex-Nationalspieler der Tschechoslowakei und Trainer des EC Bad Tölz, der teilweise auch das Training der Geretsrieder Mannschaft betreute. Am Ende der Spielzeit belegte der Verein den sechsten Platz in der Landesliga. Einen enormen Auftrieb im Geretsrieder Eishockey, im Senioren wie im Nachwuchsbereich, gab es mit dem Bau des Kunsteisstadions im Jahr 1973, das am 23. Dezember mit dem Meisterschaftsspiel gegen den TSV Schliersee (Endstand 3:3) eingeweiht wurde. Die Spielzeit 1973/74 beendete der TuS als Tabellenerster der Landesliga und stieg damit erstmals in die Regionalliga Süd auf. Dank der Kunsteisbahn erlebte die Eissportabteilung einen regen Zulauf. Neben der Neugründung einer Bambinimannschaft wurde die Schülermannschaft erneut ins Leben gerufen.

### Erstmaliger Aufstieg in die Oberliga (1974 bis 1983)
Das erste Jahr in der Regionalliga wurde mit dem sechsten Tabellenplatz beendet. Ein Höhepunkt war das Spiel in Schwenningen, wo der TuS vor der Rekordkulisse von 2.500 Zuschauern unerwartet mit 5:4 gewinnen konnte. In der Saison 1975/76 erreichte die Mannschaft den dritten Platz, der wegen der Aufstockung der 2. Bundesliga gleichzeitig zum Aufstieg in die Oberliga berechtigte. Junioren und Schüler bestritten wie im Vorjahr Meisterschaftsspiele, während die Bambini lediglich Freundschaftsspiele bestritten. Mit 12:51 Punkten und einem Torverhältnis von 196:213 kam die Seniorenmannschaft in der Spielzeit 1976/77 nicht über den letzten Platz der Oberliga hinaus, sodass der Verein wieder in die Regionalliga Süd absteigen musste.
Mit den Erfahrungen aus dem Oberligajahr ging es in die Saison 1977/78, für die die Weichen frühzeitig gestellt worden waren. Als Spielertrainer wurde Helmut Eberhardt verpflichtet. Neben Siegfried Kinkal wechselte auch der Bruder des Trainers, Sepp Eberhardt, vom EC Bad Tölz nach Geretsried. Außerdem befand sich mit Dave Snyder erstmals ein Eishockeyspieler aus Übersee im Kader. Am Ende der Vorrunde stand der TuS auf dem zweiten Tabellenplatz der Regionalliga Süd. In der Aufstiegsrunde zur Oberliga wurde der erste Tabellenplatz erreicht, wofür der Grundstein im Lokalderby in Bad Tölz vor 1000 Zuschauern in der Partie gegen den SC Reichersbeuren gelegt wurde. Durch zwei Siege gegen den GSV Moers konnte am Ende der Spielzeit die Deutsche Regionalliga-Meisterschaft gefeiert werden. Nach dem abermaligen Aufstieg in die Oberliga Süd sicherte der TuS Geretsried nach dem zehnten Platz in der Qualifikationsrunde sowie einem Sieg über den EV Bad Wörishofen in der Abstiegsrunde den Klassenerhalt in der Oberliga-Spielzeit 1978/79. Der Nachwuchsbereich war inzwischen auf über 60 aktive Spieler angewachsen.
Trotz Streitigkeiten im Seniorenteam wurde der Klassenerhalt in der folgenden Saison erneut geschafft. Im Nachwuchsbereich konnte zudem erstmals wieder eine Juniorenmannschaft zum Spielbetrieb gemeldet werden. Vor der Saison 1980/81 wurde das Eisstadion überdacht. Die Fertigstellung verzögerte sich jedoch, sodass ein regelmäßiger Trainings- und Spielbetrieb anfangs nicht möglich war und das Training vom neuen Trainer Hans Rothkirch teilweise im Fußballstadion anstatt auf Eis durchgeführt werden musste. Zusätzlich mussten die ersten Meisterschaftsspiele in der Oberliga auswärts bestritten werden, was zu einer Niederlagenserie führte. Am Ende der Saison belegten der TuS den letzten Tabellenplatz. Durch Verbandsentscheid wurde die Oberliga aufgestockt, sodass am grünen Tisch der Abstieg doch noch verhindert wurde. Erstmals in der Geretsrieder Eishockeygeschichte waren im Nachwuchs über 100 Spieler aktiv. Die Junioren spielten bereits in der Klasse II, das Jugendteam stieg in die Klasse II auf, die Schüler wurden Meister der Klasse II und gewannen ihre Relegationsspiele gegen Rosenheim und konnten somit um die Deutsche Meisterschaft mitspielen. Die Knaben und die Kleinschüler spielten ebenfalls in der Klasse II. Außerdem nahm eine Kleinschülermannschaft am Spielbetrieb teil.
In der Saison 1981/82 verpflichtete der TuS mit Brian Ashton, Martin Dranger, Willi Feierabend, Sepp Jäger, Volker Müller, Johann „Hupa“ Eimansberger und Toni Pohl namhafte Neuzugänge. Durch die attraktive Spielweise wurde serienweise die 1000-Besucher-Marke überschritten. Der Aufstieg in die 2. Bundesliga wurde jedoch verpasst. Einen Aufstieg feiern konnten hingegen die Junioren, die nach einem Intermezzo in der Klasse III wieder in die Klasse II aufstiegen, und das Jugendteam, dem der Aufstieg in die höchste Nachwuchsliga gelang. Auch in der folgenden Saison erreichten die Senioren mit Hans Rothkirch die Aufstiegsrunde zur 2. Bundesliga, wo der sportliche Aufstieg jedoch erneut verpasst wurde.

### Der TuS Geretsried in der 2. Bundesliga (1983 bis 1985)
Durch die beschlossene Teilung der 2. Bundesliga in Nord und Süd nahm der TuS Geretsried das Angebot, 1983/84 in dieser Liga zu spielen, an. Erstmals in der jungen Geretsrieder Eishockeygeschichte gab es Lokalderbys im Meisterschaftsspielbetrieb: Vor über 3.400 Besuchern gelang der Mannschaft beim ersten Aufeinandertreffen mit dem EC Bad Tölz ein achtbares 2:4. Beim Rückspiel sahen 4800 Zuschauer einen 7:5-Erfolg des TuS. Durch einen ersten Platz in der Qualifikationsrunde sicherte sich die Mannschaft den Klassenerhalt. Aus Mangeln an Spielern konnte erstmals seit vielen Jahren keine Juniorenmannschaft gemeldet werden. Deshalb entschied sich der Verein, ein 1b-Team aufzustellen, welches sofort den Aufstieg in die Bayernliga schaffte. In der Saison 1984/85 konnte die Seniorenmannschaft nicht mehr an die guten Leistungen des Vorjahres anknüpfen. Der neue Cheftrainer Richard Piechutta wurde im November 1984 entlassen und von Gerhard Herrmann abgelöst. Am Ende der Spielzeit belegte das Team mit klarem Abstand den letzten Tabellenplatz. Das 1b-Team erreichte hingegen in der Bayernliga die Teilnahme an der Aufstiegsrunde zur Regionalliga Süd, wo der sportliche Aufstieg gelang.

### Neuanfang und Gründung der Frauenmannschaft (1985 bis 1994)
Im Sommer 1985 entschloss sich die Abteilungsleitung, die erste Mannschaft, die in der Oberliga Süd hätte spielen müssen, zurückzuziehen. Ihren Platz nahm das erfolgreiche 1b-Team mit fast ausschließlich einheimischen Spielern in der Regionalliga Süd ein. Als neuer Trainer wurde Franz Neumair engagiert. Es folgten zwei Jahre in der Regionalliga Süd, ehe das Team in der Saison 1986/87 den Wiederaufstieg in die Oberliga erreichte. Einer der bedeutendsten Spieler dieser Zeit war Publikumsliebling Troy Thrun. Im Laufe der Saison 1986/87 wurde zudem eine Frauenmannschaft gegründet.
In der Spielzeit 1987/88 löste Peter Kathan Franz Neumair als Cheftrainer ab. In den folgenden Jahren konnte sich der TuS Geretsried in der Oberliga Süd etablieren. Kurz vor Beginn der Abstiegsrunde der Saison 1989/90 wurde Trainer Kathan durch Horst Valasek und Gerhard Herrmann ersetzt. Einen weiteren Schritt nach oben schafften die Nachwuchsmannschaften: In der Saison 1987/88 spielten bis auf die Junioren alle Teams bereits in der höchsten Bayerischen Spielklasse. Die Kleinschüler gewannen zudem erstmals die Bayerische Meisterschaft. Saison 1990/91 belegte die Erste Mannschaft den dritten Tabellenplatz der Oberliga Süd und gewann zusätzlich den erstmals ausgespielten Bayernpokal vor über 2000 Zuschauern im Geretsrieder Kunsteisstadion gegen den SC Memmingen.
Im folgenden Jahr gewann der TuS erneut den Bayernpokal, dieses Mal durch einen 6:2-Auswärtserfolg beim Heilbronner EC, und schloss die Meisterschaftsrunde der Oberliga-Süd als Tabellenerster ab. Bei den Spielen um die Deutsche Oberligameisterschaft konnte das Heimspiel gegen den ETC Timmendorfer Strand mit 6:5 gewonnen werden. Das Rückspiel an der Ostsee wurde allerdings klar mit 12:2 Toren verloren, sodass Timmendorf dank des besseren Torverhältnisses die Meisterschaft gewann. Wegen Umstrukturierungen im DEB-Bereich gab es in dieser Saison allerdings keinen Aufsteiger. Die Junioren wurden in der Hauptrunde der Klasse A Dritter und blieben in den Spielen um den Verbleib in der Spielklasse ungeschlagen. Das Jugendteam konnte die Bayerische Vizemeisterschaft gewinnen und qualifizierte sich damit für die Endspielrunde um die Deutsche Meisterschaft. Auch die Schüler konnten sich für Endrunde der Deutschen Meisterschaft qualifizieren und belegten dort den vierten Tabellenplatz.
In der Saison 1992/93 belegte die Seniorenmannschaft nur noch den zwölften Platz in der Oberliga, das Team konnte den Klassenerhalt jedoch in der Qualifikationsrunde sichern. Während der Saison gab es außerdem einen Trainerwechsel: Alfred Neidhart übernahm nach Streitigkeiten innerhalb des Teams das Traineramt von Horst Valasek und Gerhard Herrmann. Das Juniorenteam scheiterte in der Aufstiegsrunde zur Junioren-Bundesliga, die Jugend belegte einen Mittelfeldplatz, konnte jedoch erneut die Endrunde um die deutsche Meisterschaft erreichen. Erfolgreich war das Schülerteam, das die Bayerische Meisterschaft errang und bei der Deutschen Meisterschaft Dritter wurde. Die Frauen etablierten sich währenddessen in der deutschen Fraueneishockey-Bundesliga.
Die Erste Mannschaft sicherte im Folgejahr durch einen zweiten Platz in der Qualifikationsrunde erneut die Klasse. Anfang Januar wurde Trainer Alfred Neidhart von Hans Rothkirch abgelöst. Den jeweils dritten Tabellenplatz sicherten sich die Junioren bei den Spielen um die Bayerische Meisterschaft der Klasse A sowie in der Qualifikationsrunde zur Junioren-Bundesliga. Die Jugend erreichte wiederum die Endrunde um die deutsche Meisterschaft, die Schüler stiegen erstmals seit Jahren in die Klasse B ab. De Knaben erreichten einen vierten Platz in der höchsten bayerischen Spielklasse. In der Zwischenzeit bewegte sich die Anzahl der aktiven Nachwuchsspieler zwischen 180 und 200 Jugendlichen. Das Damenteam Moskitos gewann zunächst die Bayerische, anschließend die Süddeutsche und letztlich sogar die Deutsche Meisterschaft.

### Erfolge bei den Frauen, Abstieg der Herren (1994 bis 2001)
Durch die Einführung der Deutschen Eishockey Liga als neues Oberhaus und der damit verbundenen Neustrukturierung des Ligensystems wurde der TuS Geretsried zur Saison 1994/95 in die neue zweitklassige 1. Liga eingeteilt. Dort konnte das Team unter Trainer Jozef Čapla und dem Beinamen „River Rats“ den Klassenverbleib erst durch einen dritten Platz in der Qualifikationsrunde sichern. Erfolgreicher waren jedoch die Junioren, welche die Bayerische Meisterschaft gewannen und in der Qualifikationsrunde zur Junioren-Bundesliga den zweiten Platz belegten, welcher zum Aufstieg in die höchste Liga berechtigte. Die Jugend sicherte den Klassenverbleib in der Bayernliga, dem Schülerteam gelang die Meisterschaft der Landesliga und damit der Wiederaufstieg in die Bayernliga. Die Knaben wurden Bayerischer Vizemeister, die Kleinschüler belegten in ihrer Gruppe jeweils den ersten Platz, ebenso die Kleinstschüler, die bei allen Turnieren das Eis als Sieger verließen. Die Geretsrieder Andreas Morczinietz und Marco Flügel gewannen mit der Deutschen U18-Nationalmannschaft bei der Europameisterschaft im April 1995 die Silbermedaille.
In der Saison 1995/96 sicherte das TuS-Team mit einem Durchschnittsalter von 22,7 Jahren den Klassenerhalt in der Relegationsrunde der in „Hacker-Pschorr-Liga“ umbenannten 1. Liga Süd. Die Junioren konnten ebenfalls über die Aufstiegsrunde ihre Zugehörigkeit in der Junioren-Bundesliga sichern, ebenso die Jugend und die Schüler die Bayernliga. Die Frauenmannschaft „Moskitos“ belegte indes den dritten Platz bei der Deutschen Meisterschaft. Die Saison 1996/97 war vom „Bosman-Urteil“ geprägt. Während neben den zwei Kontingentspielern zusätzlich vier EU-Spieler eingesetzt werden durften, entstanden beim TuS Geretsried durch den Wegfall der Aus- und Weiterbildungsentschädigungen erhebliche wirtschaftliche Probleme. Nach einem missglückten Saisonstart lösten Michael Wanner und Gerhard Herrmann das Trainerduo Mahood/Haubennestel ab. Dennoch stieg die Mannschaft am Saisonende in die 2. Liga Süd ab, nachdem das entscheidende Play-down-Spiel gegen den EV Regensburg nach Penaltyschießen verloren wurde. Auch den Junioren gelang der Klassenerhalt in der Junioren-Bundesliga nicht. Dafür schaffte die Jugend den Aufstieg zur Jugend-Bundesliga Süd, während sich die Schüler für die Deutsche Meisterschaft qualifizierten. Die Knaben wurden außerdem erneut Bayerischer Meister.
In der Saison 1997/98 erreichte die Seniorenmannschaft den vierten Platz der 2. Liga Süd, verpasste aber nach einem sechsten Platz in der Aufstiegsrunde die Rückkehr in die 1. Liga. Die Juniorenmannschaft stieg erstmals seit langen Jahren in die Landesliga ab. Erfolgreicher dagegen das Jugendteam, das in der Bundesliga Süd den vierten Tabellenplatz belegte und sich damit für die Endrunde zur Deutschen Meisterschaft qualifizierte. Die Schüler belegten in der Bayernliga und der Qualifikationsrunde zur deutschen Meisterschaft Plätze im Mittelfeld, die Knaben erreichen den dritten Platz bei den Deutschen Meisterschaften. In der Spielzeit 1998/99 belegten die Herren lediglich den sechsten Tabellenplatz und verpassten in der Aufstiegsrunde mit dem letzten Tabellenplatz erneut die Rückkehr in die Zweitklassigkeit. Der Juniorenmannschaft gelang währenddessen der Wiederaufstieg in die Bayernliga.
Bei den Frauen fand in dieser Spielzeit erstmals das Endrundenturnier um die Deutsche Meisterschaft im Geretsrieder Kunsteisstadion statt. Die Moskitos hatten die Saison als Tabellenführer vor dem Mannheimer ERC abgeschlossen und gingen somit als Favorit in das Turnier. Im Endspiel unterlag das Team jedoch den Mannheimern.
Vor der Regionalligasaison 1999/00 wurde die Erste Herrenmannschaft aus dem Verein ausgegliedert und eine GmbH gegründet. Zwischen GmbH und der Verein wurde ein Kooperationsvertrag vereinbart. Das Traineramt bei den Riverrats übernahm Horst Valasek, unter dessen Führung sich das Team den zweiten Platz hinter dem ESV Kaufbeuren in der Regionalliga Süd sicherte. Es folgte die Aufstiegsrunde zur Oberliga, in der die Riverrats nach 20 Spieltagen den siebten Platz belegen konnte. Im Nachwuchsbereich schafften bis auf die Junioren, die aus der Junioren-Bundesliga absteigen mussten, alle anderen Mannschaften den Klassenerhalt. Die Frauenmannschaft „Moskitos“ gewann erneut die Deutsche Vizemeisterschaft. Auch in der Saison 2000/01 erreichte die Mannschaft erneut das Finale um die Deutsche Meisterschaft, unterlag dort aber dem TV Kornwestheim. Im Sommer 2001 wurden die „Moskitos“ schließlich aufgelöst, während die Spielerinnen zur neu gegründeten Frauenmannschaft des SC Riessersee wechselten. Über die ihr vom DEB erteilte Spielgenehmigung für die Saison 2001/02 kam es zu einem mit einem Vergleich beendeten Verfahren vor dem DEB-Schiedsgericht.

### Auflösung der GmbH und Neuanfang (2001 bis 2006)
2001 wurde erstmals wieder eine Zweite Mannschaft beim TuS gemeldet, die sich in der Bezirksliga Bayern gegen die Zweiten Mannschaften des EC Bad Tölz und des SC Riessersee durchsetzen konnte und in die Landesliga Bayern aufstieg. In der Saison 2002/03 gelang der Zweiten Mannschaft schließlich der Aufstieg in die Bayernliga. Im Frühjahr 2003 gab die die Riverrats organisierende GmbH die Lizenz für die Oberliga an die Eissportabteilung des TuS zurück, jedoch konnten die Voraussetzungen für die Lizenzerteilung nicht mehr erreicht werden, woraufhin der Spielbetrieb eingestellt wurde.
Daraufhin wurde die bisherige Zweite zur Ersten Mannschaft und nahm weiterhin am Spielbetrieb der Bayerischen Eishockey-Liga teil. Dort belegte das Team in der Spielzeit 2004/05 den dritten Platz.

### ESC River Rats Geretsried (seit 2006)
Die bisherigen Mitglieder der Eissportabteilung des TuS Geretsried gründeten im Frühjahr 2006 den neuen Verein ESC Riverrats Geretsried, woraufhin die Eishockeyabteilung des TuS inaktiv, jedoch nicht aufgelöst wurde. In der Saison 2006/07 erreichte die Seniorenmannschaft die Meisterschaft in der sechstklassigen Bezirksliga Gruppe Süd und schaffte am 4. Februar 2007 gegen den direkten Konkurrenten Bad Aibling den sportlichen Aufstieg in die Landesliga Bayern. Die Junioren belegten in der Bayernliga den letzten Platz und mussten damit in die Landesliga absteigen.
In der folgenden Spielzeit erreichte die Seniorenmannschaft in der Vorrunde der Landesliga Bayern Süd den vierten Platz und verpasste damit die Teilnahme an den Play-offs. In der Abstiegsrunde konnte der ESC schon frühzeitig den Klassenerhalt sichern und belegte am Ende den zweiten Platz. Die Junioren kehrten nach nur einem Jahr in der Landesliga mit einem ersten Platz in die Bayernliga zurück. In der Saison 2008/09 erreichte die Senioren des ESC in ihrem letzten Vorrundenspiel gegen den bis dahin auf Platz 4 stehenden SC Reichersbeuren den Einzug in die Aufstiegsrunde, wo das Team knapp die Qualifikation zu den Play-offs erreichte. In der Meisterschaftsgruppe A belegten die Seniorenbelegte den fünften Platz. Robert Morczinietz trat aus beruflichen Gründen als Trainer zurück. Nachfolger wurde Peter Holdschik, der bereits als Spieler in Geretsried aktiv war. Das Junioren-Team schaffte den Klassenerhalt in der Bayernliga ebenfalls mit einem sechsten Platz.
Im Sommer 2009 wurde von Seiten des ESC eine Kooperation mit dem ESC München vereinbart. Mit dem neuen Trainer Peter Holdschik startete die Senioren-Mannschaft in die Landesligasaison. Die zuvor fragliche Stadionsituation klärte sich durch die Unterschrift eines Pachtvertrags bis 2020 mit der Stadt. Diese zahlt dem ESC jährlich einen Zuschuss für den Betrieb des Stadions, wobei der ESC Sportstadion als e. V. die Sportstätte ganzjährig betreibt. Das Junioren-Team spielt nach dem letztjährigen Klassenerhalt weiterhin in der Bayernliga. Neben der Seniorenmannschaft und den Nachwuchsmannschaften spielt seit 2009 auch die hobbymäßig organisierten Fraueneishockeymannschaft Octopussies bei den River Rats. Daneben wird in der Region um Geretsried noch im Hobbybereich der Intersport Utzinger HobbyCup ausgespielt sowie von der Nachwuchsabteilung in den verschiedensten Altersklassen Freundschaftsturniere ausgetragen. Das „Heinz-Schneider-Knabenturnier“ und das „Idee-Kaffee-Kleinschüler-Turnier“ werden dabei bereits seit über zehn Jahren veranstaltet.
Im Frühjahr 2010 trat der bisherige Trainer Peter Holdschik aus beruflichen Gründen zurück. Nachfolger wurde Sebastian Wanner, der bis dahin 3 Jahre als Spieler beim ESC aktiv war und als punktbester Verteidiger der Vereinsgeschichte seine Karriere beendete. Die Seniorenmannschaft trat in der Landesliga Süd-West an.
Die Saison 2010/11 war für den ESC Geretsried die sportlich bisher erfolgreichste. Nach dem 28. Spieltag belegten die River Rats den dritten Platz und hatten bis zum vorletzten Spieltag sogar noch die Chance auf einen Aufstiegsplatz. Letztlich zogen aber Waldkraiburg und Schongau noch vorbei. Mit 21 Siegen, zwei Unentschieden sowie fünf Niederlagen konnte die Mannschaft einige Vereinsrekorde verbessern und trotz mehrerer schwer verletzter Spieler 12 Siege in Folge feiern und 14 Spiele in Serie ungeschlagen bleiben. Der neue Trainer Sebastian Wanner konnte trotz der vielen Ausfälle die junge Mannschaft zu einem Meisterschaftskandidaten formen. Die Junioren konnten einen erneuten Aufstieg in die Bayernliga nicht erreichen und bleiben ein weiteres Jahr in der Landesliga.
Die Saison 2014/2015 lief mit 64 Punkten aus 26 Spielen äußerst erfolgreich für die 1. Mannschaft. Am Ende der Hauptrunde stand damit sogar der 1. Platz in der Landesliga Gruppe Süd/West für die River Rats. Somit ging es im PlayOff-Halbfinale gegen die Vilshofener Wölfe, die man in zwei Spielen mit 2:1 und 8:6 schlagen konnte. Das Landesliga-Finale verloren die Geretsrieder zwar in zwei Spielen gegen den Angstgegner EV Pegnitz, aber die River Rats erreichten trotzdem die Relegation gegen den EV Moosburg. Diese beiden Spiele konnten erfolgreich gestaltet werden und am Ende stand der ersehnte Aufstieg in die Bayernliga.
Zur neuen Saison konnte mit Florian "Flocko" Funk ein neuer Trainer für die 1. Mannschaft verpflichtet werden. In der ersten Bayernliga-Saison musste man noch Lehrgeld bezahlen und schloss die Hauptrunde als Letzter mit nur 14 Punkten ab. Die folgende Abstiegsrunde beendete man auf dem 2. Platz und verdiente sich damit ein weiteres Jahr in der Bayernliga.
In der Saison 2016/2017 reichte es in der Hauptrunde schon für den 10. Platz, lediglich zwei Punkte fehlten für die Aufstiegsrunde zur Oberliga. Die Abstiegsrunde beendeten die Rats souverän auf dem 1. Platz.
Flocko Funk erhielt nach der Saison ein Angebot der Tölzer Löwen und so ließen die Rats ihn schweren Herzens ziehen. Für ihn übernahm Ludwig Andrä in der Saison 2017/2018 den Posten des Chef-Trainers. Aufbauend auf den Fähigkeiten der Vorsaison konnten die Rats ihre bisher beste Saison in der Bayernliga feiern. Man erreichte die Verzahnungsrunde zur Oberliga und dort tatsächlich den 4. Platz, der für die Teilnahme an den Playoffs berechtigte. Hier musste man gegen den ECDC Memmingen antreten. Nach den kräftezehrenden Spielen bis hierher war jedoch "die Luft raus" und die Mannschaft verlor die Serie mit 0:4.
Die Saison 2018/2019 war recht turbulent. Mit Platz 10 reichte es nur für die Abstiegsrunde, die man zuhause mit einer Niederlage gegen Kempten begann. Dies führte zum vorzeitigen Abschied von Ludwig Andrä. Spontan übernahm Sebastian Wanner, bis dahin Trainer der U20, die Geschicke der 1. Mannschaft. Mit neuen Ideen und viel Einsatz reichte es dann doch für den Erhalt der Liga.
Basti Wanner führte die Mannschaft dann auch in die Saison 2019/2020. Die Rats erreichten erneut Platz 10 – unter den gegebenen Umständen ein toller Erfolg. Musste doch die gesamte Vorbereitung in fremden Stadien erfolgen, für sämtliche Vorbereitungsspiele sowie die ersten fünf "Heimspiele" waren die Rats Gast im Mittenwalder Eisstadion.
Bei aller Problematik war der Grund doch ein positiver – nach 13 Jahren ohne Dach hatte sich die Stadt Geretsried dafür entschieden, das Heinz-Schneider-Eisstadion von Grund auf zu renovieren und "einzuhausen".
Zum ersten Heimspiel im – noch unfertigen – eigenen Stadion reisten die Pinguine aus Königsbrunn an. Leider durften aufgrund der Baumaßnahme nur 200 Zuschauer an diesem und folgenden Spielen teilnehmen. Trotzdem – Ondrej Horvath gelang in diesem Spiel ein "Fünfer-Pack" und der ESC gewann das Spiel mit 9:5 Toren. In der folgenden Abstiegsrunde wurde der 3. Platz erreicht und man konnte die Saison abschließen, bevor das Corona-Virus für alle weiteren Sportveranstaltungen das Ende bedeutete.
Trotz einer guten Leistung in schwierigem Umfeld beschloss der Vorstand des ESC, mit einem neuen Trainer in die folgende Saison zu gehen.

### Erfolge
| - Aufstieg in die 1. Eishockey-Liga 1994 - Aufstieg in die 2. Bundesliga 1983 - 3. Platz Oberliga Süd 1982, 1991 - Aufstieg in die Oberliga 1976, 1978, 1987, 2000 - Deutscher Frauenmeister 1994 - Deutscher Frauen-Vizemeister 1999, 2000, 2001 - Deutscher Regionalliga-Meister 1978 - Meister Regionalliga Süd 1978 | - Vizemeister Regionalliga Süd 1986, 2000 - Aufstieg in die Regionalliga 1974, 2003, 2015 - Bayerischer Landesligameister 1974, 2003 - Meister Landesliga Süd/West 2015 - Aufstieg in die Landesliga Bayern 1970, 2007 - Bayerischer Bezirksliga-Vizemeister 2018 1b - Meister Bezirksliga West 2002 1b, 2007 - Bayerischer Kreisliga-Meister 1970 |  |

## Spielstätten
Zunächst trugen die Geretsrieder Mannschaften ihre Heimspiele auf verschiedenen Natureisflächen aus, bevor 1973 das Heinz-Schneider-Eisstadion eröffnet wurde. Dieses wurde im Jahr 1980 überdacht. Unter der Schneelast von 2006 wurde das Dach wieder abgebaut. Ab Anfang 2019 laufen Baumaßnahmen zur Renovierung und erneuten Überdachung. Seit 2009 wird es vom ESC Sportstadion e. V. auf Grundlage eines Pachtvertrages mit der Stadt Geretsried betrieben.

## Sonstiges
Immer wieder führen die River Rats Benefizaktionen durch, unter anderem einen Teddy Bear Toss, bei dem die Fans Plüschtiere auf die Eisfläche warfen. Diese wurden im Anschluss einer Hilfsorganisation übergeben.